# یواس‌اس مک‌کال (دی‌دی-۴۰۰)
یواس‌اس مک‌کال (دی‌دی-۴۰۰) (به انگلیسی: USS McCall (DD-400)) یک کشتی بود که طول آن ۳۴۱ فوت ۴ اینچ (۱۰۴٫۰۴ متر) بود. این کشتی در سال ۱۹۳۷ ساخته شد.